# Domino (wrestler)
Clifford David Compton, meglio conosciuto con il ring name Domino (Contea di Nassau, 2 novembre 1979), è un ex wrestler statunitense, noto per i suoi trascorsi nella World Wrestling Entertainment tra il 2007 e il 2008.
In WWE, Domino ha detenuto una volta il WWE Tag Team Championship assieme Deuce con un regno durato 133 giorni.

## Carriera

### World Wrestling Entertainment (2005–2009)

#### Ohio Valley Wrestling (2005–2007)
Il 25 settembre 2005, Compton viene sconfitto da Danny Basham nel dark match prima della registrazioni di Raw. Successivamente firma un contratto di sviluppo con la World Wrestling Entertainment e viene mandato in Ohio Valley Wrestling per allenarsi. Qui inizia a combattere con il ring name di Dice Domino. Forma un tag team con Deuce e i due conquistano gli OVW Southern Tag Team Championship dopo che Deuce sconfigge The Miz dopo che il suo compagno Caylen Croft aveva lasciato la OVW. I due persero i titoli il 5 aprile contro Roadkill e Kasey James in un Triple Treath Tag Team Match che includeva anche Kenny e Mikey della Spirit Squad. Dopo hanno una faida con CM Punk e Seth Skyfire e successivamente con Shawn Spears e Cody Rhodes. La faida culmina in uno Street Fight Match dove sono Spears e Rhodes a vincere. Deuce e Domino vincono nuovamente gli OVW Tag Team Titles e i DSW Tag Team Title nell'ottobre 2006, poi furono chiamati nel main roster della WWE.

#### SmackDown!(2007–2008)
I due debuttano a SmackDown! nel gennaio 2007 come "Deuce n'Domino" sconfiggendo due jobber nel loro primo match. Successivamente, sconfiggono Paul London e Brian Kendrick, i detentori del WWE Tag Team Championship. A No Way Out 2007, Deuce e Domino non riescono a vincere i titoli poiché Kendrick schiena Deuce via roll-up. Riescono a vincere i titoli nella puntata di Smackdown del 20 aprile dopo che London si era infortunato sbagliando un Moonsault e Kendrick doveva difendere i titoli da solo. Successivamente, difendono i titoli in un Triple Treath Tag Team Match che includeva sia London e Kendrick sia William Regal e Dave Taylor.
Durante un match di coppia contro Shad Gaspard e JTG, Domino si infortuna rompendosi il setto nasale. Dopo il suo ritorno dall'infortunio, Deuce n'Domino ingaggiano una rivalità con Batista e Ric Flair. Nella puntata di Smackdown del 31 agosto, Deuce n'Domino perdono i titoli di coppia contro Matt Hardy & MVP. Verso la fine del 2007, hanno rivalità con Jimmy Wang Yang e Shannon Moore, Jesse & Festus e Finlay e Hornswoggle. Dopo un 2008 pieno di sconfitte, a Wrestlemania XXIV, Domino partecipa alla battle royal a 24 uomini nel quale il vincitore avrebbe sfidato Chavo Guerrero in un match valido per l'ECW Championship. Il match viene poi vinto da Kane. I due splittano nella puntata di Smackdown del 20 giugno, dopo aver perso contro Jesse e Festus, Deuce colpisce Domino con la Crack 'em in da Mouth. Dopo, Deuce passa a Raw e Domino viene prevalentemente usato per lanciare altri talenti. Nella puntata di Smackdown del 1º agosto, perde contro Big Show. La settimana dopo, viene licenziato dalla WWE.

### Ritorno in OVW (2010–2014)
Compton ritorna in Ohio Valley Wrestling nel settembre 2010 come "Mr. Media" Cliff Comtpon. L'8 gennaio 2011, sconfigge Matt Barela e Mike Mondo conquistando l'OVW Heavyweight Championship. Perde il titolo il 5 marzo in un Ladder Match contro Mike Mondo. Durante il match, Compton si frattura la caviglia, e si strappa qualche muscolo. Torna in OVW il 14 maggio, riconquistando l'OVW Heavyweight Title sconfiggendo Mike Mondo in un Brass Knuckles on a Pole match per il titolo vacante. Perde nuovamente il titolo undici giorni dopo contro Elvis Pridemoore per interferenza di Mike Mondo.

## Nel wrestling

### Mosse finali
- Come Cliff Compton
  - Cliffhanger (Springboard tornado DDT)
  - Media Blitz (Sitout scoop slam piledriver)
- Come Domino
  - Domino Effect (Springboard tornado DDT)
  - Domino Driver (Fisherman buster)

### Soprannomi
- "Mr. Media"

### Manager
- Cherry
- Maryse
- Mo Green

### Musiche d'ingresso
- "All About Cool" di Jim Johnston (2007–2008)
- "Hold Tight" di Dave Dee, Dozy, Beaky, Mick e Tich

## Titoli e riconoscimenti
- Deep South Wrestling

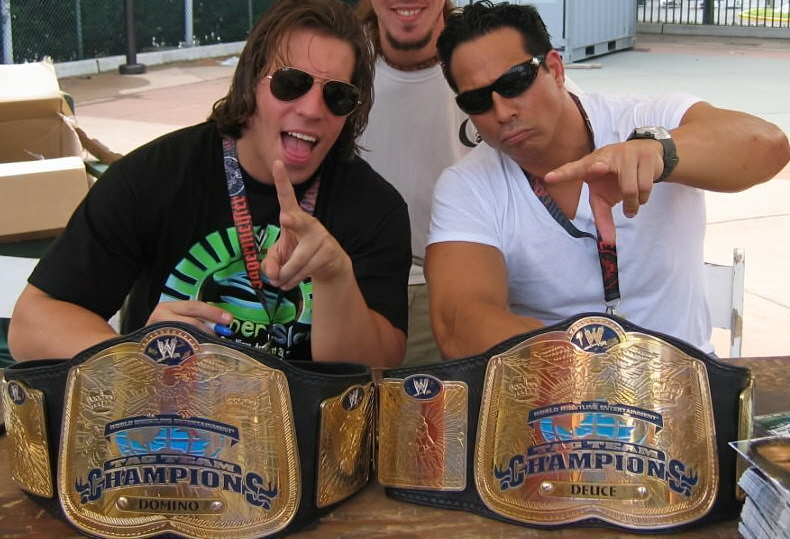
Domino e Deuce (a destra) con il WWE Tag Team Championship, titolo che hanno detenuto una volta con 133 giorni di regno

  - DSW Tag Team Championship (1) – con Deuce Shade
- Ohio Valley Wrestling
  - OVW Heavyweight Championship (2)
  - OVW Southern Tag Team Championship (3) – con Deuce Shade
  - OVW Television Championship (2)
- Old Time Wrestling
  - OTW Delaware Valley Championship (3)
- Pro Wrestling Illustrated
  - 169º nella classifica dei 500 migliori wrestler su PWI 500 (2008)
- World Wrestling Entertainment
  - WWE Tag Team Championship (1) – con Deuce
- World Xtreme Wrestling
  - WXW Tag Team Championship (1) – con Jake Bishop
- WWA
  - WWA Heavyweight Championship (1)